# John Douglas-Scott-Montagu
John Walter Edward Douglas-Scott-Montagu (10 juin 1866 - 30 mars 1929), est un homme politique conservateur britannique et un promoteur de l'automobile.

## Jeunesse
Il est le fils aîné de Henry Douglas-Scott-Montagu (1er baron Montagu de Beaulieu), deuxième fils de Walter Montagu-Douglas-Scott, 5e duc de Buccleuch. Sa mère est Cecily Susan, fille de John Stuart-Wortley (2e baron Wharncliffe). Il va au Collège d'Eton, qu'il représente à l'aviron et au tir à la Wimbledon Cup (en). Il fréquente ensuite le New College d'Oxford, qu'il aide à remporter The Boat Race. Il rame pour les Etonians d'Oxford lors de la Grand Challenge Cup (en) de 1887 avec Guy Nickalls (en) et Douglas McLean (en), mais sans succès. Il travaille pendant un an dans les hangars du London and South Western Railway et devient ingénieur pratique. Il fait ensuite le tour du monde avec son cousin Lord Ancram et son ami Lord Ennismore.

## Carrière politique
Montagu entre au Parlement pour la circonscription de New Forest en 1895, siège qu'il occupe jusqu'en 1905, lorsqu'il succède à son père dans la baronnie et entre à la Chambre des lords. Pendant la Première Guerre mondiale, Montagu est membre par intérim du Comité des avions de guerre de mars à avril 1916 et conseiller des services de transport mécanique auprès du gouvernement indien (avec le grade de brigadier général honoraire). Il est principalement connu comme un promoteur de l'automobile et est le fondateur et rédacteur en chef du magazine The Car Illustrated et membre du Road Board.

## Famille
Lord Montagu de Beaulieu épouse d'abord Cecil Kerr, fille de Schomberg Kerr (9e marquis de Lothian), en 1889. Elle meurt en septembre 1919, à l'âge de 53 ans. Il épouse ensuite Alice Pearl, fille du major Edward Barrington Crake, en 1920. Il a des enfants des deux mariages, dont Elizabeth Varley (en). Lord Montagu de Beaulieu meurt en mars 1929, âgé de 62 ans, et est remplacé dans la baronnie par son fils unique, Edward. Montagu de Beaulieu s'est remariée plus tard et est décédée en avril 1996, à l'âge de 101 ans.
Lors de son premier mariage, Beaulieu a une fille de sa maîtresse et secrétaire Eleanor Thornton. Voulant une mascotte appropriée pour sa Rolls-Royce, et utilisant Eleanor Velasco Thornton comme modèle, le sculpteur Charles Robinson Sykes est chargé de concevoir un prototype du Spirit of Ecstasy, la célèbre mascotte ailée qui orne presque toutes les voitures Rolls-Royce depuis 1911. Le 30 décembre 1915, avec sa maîtresse Eleanor Thornton, Montagu est à bord du SS Persia qui traverse la Méditerranée en direction de l'Inde, lorsque le navire est torpillé sans avertissement par l'allemand U-boat U-38 commandé par Max Valentiner. Thornton se noie, avec des centaines d'autres, mais Montagu survit au naufrage.